# جون تايلور (لاعب اتحاد الرغبي)
جون تايلور (بالإنجليزية: John Taylor)‏ هو لاعب اتحاد الرغبي بريطاني، ولد في 21 يوليو 1945 في واتفورد في المملكة المتحدة.

## وصلات خارجية
- جون تايلور عل موقع إسبنسكروم (الإنجليزية)
- جون تايلور على موقع ديسكوغز (الإنجليزية)